# Milnaciprano
O milnaciprano é um antidepressivo relativamente recente e que apresenta a propriedade de inibir a recaptação da serotonina e da noradrenalina de forma equivalente. Comparado à imipramina, apresenta a mesma eficácia antidepressiva e aparentemente é superior aos inibidores da recaptação da serotonina.
As principais vantagens deste antidepressivo devem-se aos menores efeitos anticolinérgicos e a segurança para pacientes cardiopatas devido à baixa influência no ritmo cardíaco. O milnaciprano não apresenta afinidade pelos receptores muscarínicos, dopamínicos, serotonérgicos e histamínicos proporcionando poucos efeitos colaterais e não sedando o paciente.
Os efeitos colaterais dessa medicação são leves e costumam ceder dentro de uma a três semanas, sendo dificilmente intolerável pelo paciente. Os efeitos mais comuns são vertigem, sudorese, sensação de calor repentina, ansiedade. Náuseas, vômitos, boca seca e constipação também podem ocorrer, embora em menor frequência. Apresenta baixa toxicidade de overdose.